# Lucas Barbosa
José Lucas Santos Barbosa de Lima (* 1. April 1996) ist ein brasilianischer Fußballspieler.

## Karriere
Nachdem er zuvor für die AD Unitri gespielt hatte, wechselte Barbosa im Januar 2017 nach Österreich zu den viertklassigen Amateuren des SC Austria Lustenau.
Noch bevor er allerdings mit den Amateuren in die Rückrunde gestartet war, debütierte er für die Profis der Vorarlberger im März 2017 in der zweiten Liga, als er am 25. Spieltag der Saison 2016/17 gegen den FC Liefering in der Startelf stand und in der 75. Minute durch Jodel Dossou ersetzt wurde.
Im August 2019 wechselte er zum Ligakonkurrenten Grazer AK. Nach zwölf Einsätzen für die Grazer wurde er im Januar 2020 aus familiären Gründen beurlaubt. Zur Saison 2020/21 kehrte er allerdings nicht mehr nach Graz zurück. Daraufhin wechselte er in Brasilien zum CS Maruinense.